# Symptom of the Universe

Symptom of the Universe est un single de Black Sabbath contenant la pièce-titre enregistrée lors du concert au Ritz Palace qui sera plus tard mis sur CD (Speak of the Devil) .

## Titres

### Version LP Picture
1. Symptom of the Universe
2. N.I.B.

### Version 12"
1. Symptom Of The Universe
2. Iron Man
3. Children Of The Grave